# Leonor de Almeida Portugal
Leonor de Almeida Portugal, marchesa di Alorna e contessa di Assumar (Lisbona, 31 ottobre 1750 – Benfica, 11 ottobre 1839), è stata una poetessa e nobildonna portoghese.
Paragonata a Madame de Staël da Alexandre Herculano, è stata una delle più grandi protagoniste della letteratura portoghese per quanto riguarda la stagione neoclassica e il preromanticismo.
Conosciuta con lo pseudonimo di Alcipe nell'Arcadia Lusitana, si distinse anche nella pittura e la sua famiglia fu una delle più potenti della nobiltà portoghese dell'epoca.

## Biografia

### Infanzia e prigionia (1750-1777)
Leonor de Almeida Portugal nasce il 31 ottobre 1750 nella freguesia di São Jorge de Arroios di Lisbona, figlia del secondo marchese di Alorna, João de Almeida Portugal e di Leonor Tomásia Raimunda de Lorena e Távora (Santos-o-Velho, 14 dicembre 1729 – Almada, 30 ottobre 1790), ottava figlia di Francisco de Assis de Távora. La coppia si era sposata a Lisbona il 2 dicembre 1747, nella freguesia di São Sebastião da Pedreira.
Leonor ebbe un'infanzia turbolenta: i suoi nonni e zii materni furono condannati a morte e giustiziati barbaramente in seguito all'Affare Távora e la stessa famiglia di Leonor venne perseguitata dal Marchese di Pombal per la sua parentela coi Távora. Ad appena otto anni, fu rinchiusa insieme alla madre e alla sorella nel Convento di san Felice di Chelas, mentre il padre venne imprigionato nella Torre di Belém e in seguito nel forte della Junqueira, sospettato di conoscere i crimini dei Távora. Infatti, secondo Hernâni Cidade in Marquesa de Alorna, Poesias , "è stato accusato di aver prestato un fucile a uno dei cospiratori". Pombal aveva ordinato l'arresto dati i legami di parentela che legavano gli Alorna alla famiglia dei marchesi di Távora. La prigionia durò diciotto anni, fino al 1777, dopodiché, alla morte del re Giuseppe I, Maria I salendo al trono ordinò la liberazione dei prigionieri dallo Stato. Alcuni, tuttavia, non volevano usare la loro libertà senza prima rivendicare la loro innocenza, come fece il padre di Leonor.
Passò la prima parte della sua vita al Convento di Chelas, passando le giornate a studiare le opere di Rousseau, Voltaire, Montesquieu, Pierre Bayle, d'Alembert e Diderot. Qui si dedicò ad una composizione di poesie che raggiunse una grande fama e che apparve nelle sue opere complete col titolo di Poesias de Chelas. Nel convento si recarono numerosi poeti dell'Arcadia, ma non solo, come Francisco Manuel do Nascimento, a renderle omaggio. È in questo contesto che nacque il nome di Alcipe e di Daphne a sua sorella, Maria de Almeida. Nei quasi diciannove anni di confino a Chelas, Leonor, oltre alla letteratura e alla pittura, si dedicò al servizio d'infermeria, lavorò in refettorio e come organista del convento. Conosceva a fondo diverse lingue, aveva un'ampia formazione scientifica, disegnava e dipingeva in modo ammirevole. Di carattere era affabile ed era diventata ormai cara a tutte le religiose.
Leonor venne liberata con la sua famiglia dalla prigionia di Chelas nel 1777 a 27 anni, lasciandovi interessanti composizioni poetiche dalla sensibilità quasi romantica sulla sua vita conventuale.

### Matrimonio (1779)

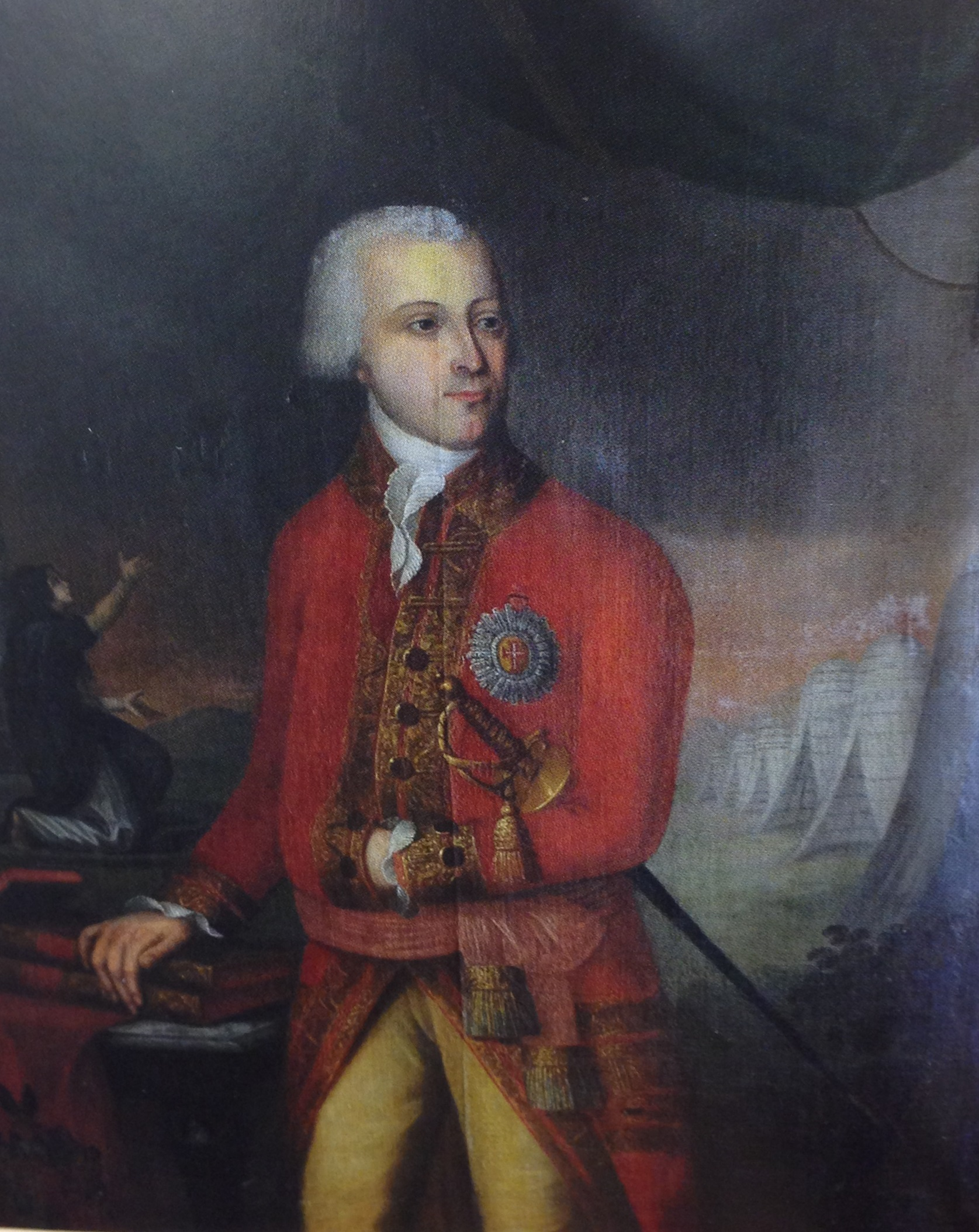
Carlos Pedro Maria José Augusto, conte di Oyenhausen-Groewenbourg

Il 15 febbraio 1779 sposa a Lisbona il conte Carlo di Oyenhausen-Gravenburg (3 gennaio 1739 - 3 marzo 1793), figlio di Federico Ulrico e Federica Guglielmina di Lorena, nipote del famoso Chevalier di Lorena, amante di Filippo d'Orleans. Il conte di Oyenhausen-Gravenburg, gentiluomo del re inglese Giorgio II, è stato aiutante di campo del Generale Sporch delle forze di Hannover, fedeli all'Inghilterra. Partecipò alla Guerra dei sette anni nell'esercito del principe Ferdinando di Brunswick e fu al servizio del langravio Federico Guglielmo in diverse negoziazioni a Vienna, all'Aia e a Berlino, dove firmò come plenipotenziario il contratto di matrimonio del Langravio con la principessa di Brandeburgo, nipote del re di Prussia. Fu al servizio di Maria I del Portogallo nel settembre 1777 con il grado di brigadiere. Tra le altre cariche ricoperte si ricordano quella di Ministro Plenipotenziario a Vienna nel 1780, Feldmaresciallo nel 1789, Luogotenente Generale ed Ispettore Generale di Fanteria nel 1792. Entrato nel Consiglio di Stato della regina Maria I, viene nominato governatore delle armi dell'Algarve, ma morì prima di assumere la carica, nel 1793.

### A Vienna (1779-1784)

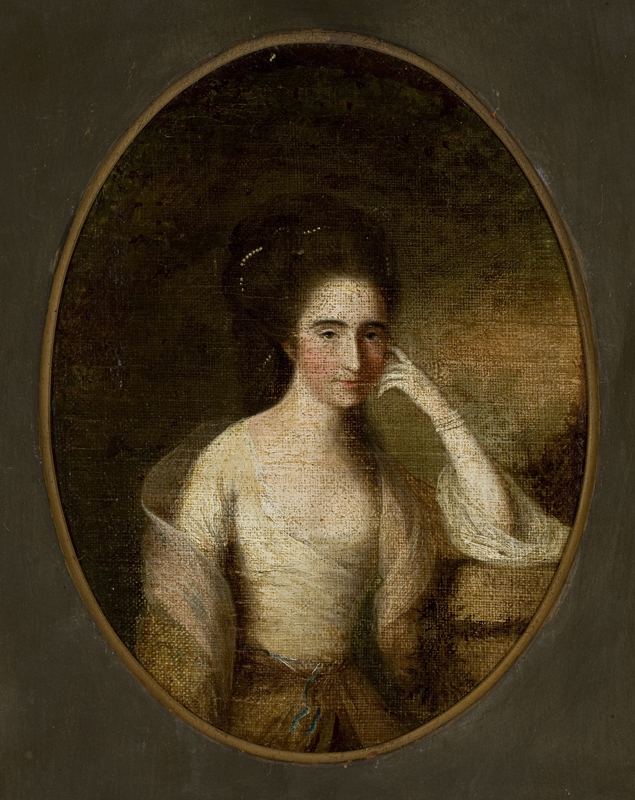
Autoritratto della Marchesa di Alorna durante il periodo viennese

Nel 1779 Leonor si trasferisce ad Oporto, dato che il marito è diventato comandante del Sesto Reggimento dell'Infante reale, che ha sede proprio in questa città. Ad Oporto la marchesa partorisce la primogenita Leonor Benedita de Almeida e Oyenhausen. Il suo soggiorno nella città portoghese è solo temporaneo, visto che nel 1780 la regina Maria I del Portogallo investe il conte Carlo del titolo di ministro plenipotenziario alla Corte di Vienna, costringendo la coppia a trasferirsi nella capitale austriaca. Sulla strada per Vienna, Leonor e il marito sono ricevuti dalle corti di Carlo III di Spagna e di Luigi XVI di Francia. A Vienna, Leonor diventa un membro di spicco della scena poetica locale, distinguendosi anche come pittrice di rilievo. Nonostante la sua salute spesso cagionevole, per via della differenza tra il rigido clima austriaco e quello portoghese, Leonor dà alla luce altre due figlie: Frederica de Almeida e Oyenhausen, il 20 agosto 1782, e Juliana de Almeida e Oyenhausen, il 1º settembre 1784.
A Vienna la marchesa di Alorna ha modo di conoscere le più grandi menti e personalità d'Europa, da Madame de Staël a Jacques Necker. Leonor entra pure nelle grazie dell'imperatrice d'Austria Maria Teresa e del suo successore, Giuseppe II, che le consegna il titolo di dama dell'Ordine della Croce stellata. Riceve perfino un'udienza privata da papa Pio VI, in visita alla corte imperiale viennese, che la decora di altre investiture. Contemporaneamente ai successi presso la corte austriaca, Leonor rimane comunque in contatto con la sua famiglia d'origine e la Corte reale in Portogallo. Ritorna infatti spesso in patria in diverse occasioni, per esempio quando consegna al padre un suo dipinto, intitolato Soledade. Dona inoltre un'Allegoria dell'amore coniugale alla principessa Benedetta, moglie di Giuseppe principe del Brasile, e una copia di un dipinto di Guido Reni alla regina Maria del Portogallo. Nel 1785 Leonor e la sua famiglia lasciano Vienna, essendo richiamati a Lisbona.

### Ritorno in Portogallo (1785-1801)
Leonor e la sua famiglia ritornano in Portogallo nel 1785, quando il conte Carlo viene nominato Luogotenente generale del Primo reggimento dell'Infante reale. Alla corte portoghese la marchesa di Alorna diventa dama di compagnia della principessa Carlotta Gioacchina, moglie del principe del Brasile Giovanni, figlio dei padrini di Leonor, ossia la regina Maria e il re Pietro III del Portogallo. Da ufficiale di alto rango presso la corte reale lusitana, Leonor diventa ben presto una personalità celebre in Portogallo, dando vita oltretutto ad uno dei saloni letterari più esclusivi e rinomati del paese. La marchesa elaborerà perfino qualche abbozzo preliminare per la costruzione del Palazzo reale di Ajuda, anche se verranno preferiti in seguito piani architettonici dagli stili più contemporanei. A Lisbona frequenta i circoli intellettuali ed entra nell'Accademia della Nuova Arcadia Lusitana, con l'identificativo di Alcipe.
Nel 1790, il conte Carlo d'Oyenhausen diventa governatore generale del Regno dell'Algarve, cosicché la famiglia è costretta ad un nuovo trasloco, questa volta a Faro. Il soggiorno viene bruscamente interrotto dalla morte del conte Carlo il 3 marzo 1793, all'età di 54 anni. Leonor, rimasta vedova, si trasferisce con i figli presso alcuni possedimenti di sua proprietà nella municipalità di Almeirim, nella provincia del Ribatejo. Ad Almeirim Leonor si dedica all'educazione dei suoi sei figli, impartendo loro lezioni sui classici, seguendo gli stessi studi che intraprese lei da giovane nel Convento di Chelas. Nel 1800 dà in sposa la primogenita, Juliana de Almeida e Oyenhausen, al secondo conte d'Elga, Aires José Maria de Saldanha Albuquerque Coutinho Matos e Noronha.
Nel 1801 le muore il padre, João de Almeida Portugal, secondo Marchese di Alorna, e il titolo viene ereditato dal figlio Pedro de Almeida, fratello di Leonor. Afflitta dai continui lutti, Leonor soggiorna con la famiglia a Londra, trovando ospitalità presso il palazzo di Domingos de Sousa Coutinho, conte di Funchal, all'epoca ambasciatore portoghese in Regno Unito. Appena giunta in Inghilterra, alla marchesa viene fatto sapere dello scoppio della Guerra delle arance.

### Guerre napoleoniche (1801-1815)
Conclusasi la Guerra delle arance nel 1801, Leonor rimane in Inghilterra fino al 1809, anno nel quale la marchesa fa ritorno in Portogallo, poiché il fratello è stato nominato comandante della Legione portoghese e generale maggiore delle forze armate nella Spagna napoleonica. Allo stesso modo, la figlia di Leonor, Juliana, diventa maîtresse-en-titre del generale Jean-Andoche Junot, capo delle truppe napoleoniche in Spagna e Portogallo. Nonostante fosse assicurata da queste relazioni familiari con gli invasori francesi, la marchesa di Alorna decide di mandare il suo unico figlio maschio, João Carlos Ulrico de Almeida e Oyenhausen, conte di Oyenhausen-Groewenbourg, a raggiungere la corte reale portoghese, trasferitasi a Rio de Janeiro.
Nel momento in cui il fratello Pedro de Almeida viene esonerato dal comando della Legione portoghese, nel 1810, Leonor fa ritorno in Gran Bretagna. Nel 1813 Pedro, terzo Marchese di Alorna, muore senza lasciare discendenti diretti e Leonor diventa l'erede legittima del suo titolo. Per acquisire il titolo di "Marchesa di Alorna" ed ereditare tutte le proprietà ad esso associate, Leonor chiede allora un permesso per ritornare in patria e un riconoscimento ufficiale da parte del principe reggente del Brasile Giovanni. Durante il ritorno in Portogallo e l'ottenimento del riconoscimento dei suoi titoli, lei e i suoi figli soggiornano nel Palazzo dei marchesi di Fronteira, dimora della figlia Leonor Benedita de Almeida e Oyenhausen e del genero João José Luís de Mascarenhas Barreto, sesto Marchese di Fronteira. Appena ottenuto il riconoscimento, Leonor diventa ufficialmente Marchesa di Alorna, ma non contessa di Assumar, che rimane un titolo affiliato al suo erede, e proprietaria di due tenute associate al marchesato di Alorna, oltre ad un'indennità annuale di 12 mila cruzados come premio dei servizi militari offerti dal fratello e dal padre.

### Gli ultimi anni (1815-1839)

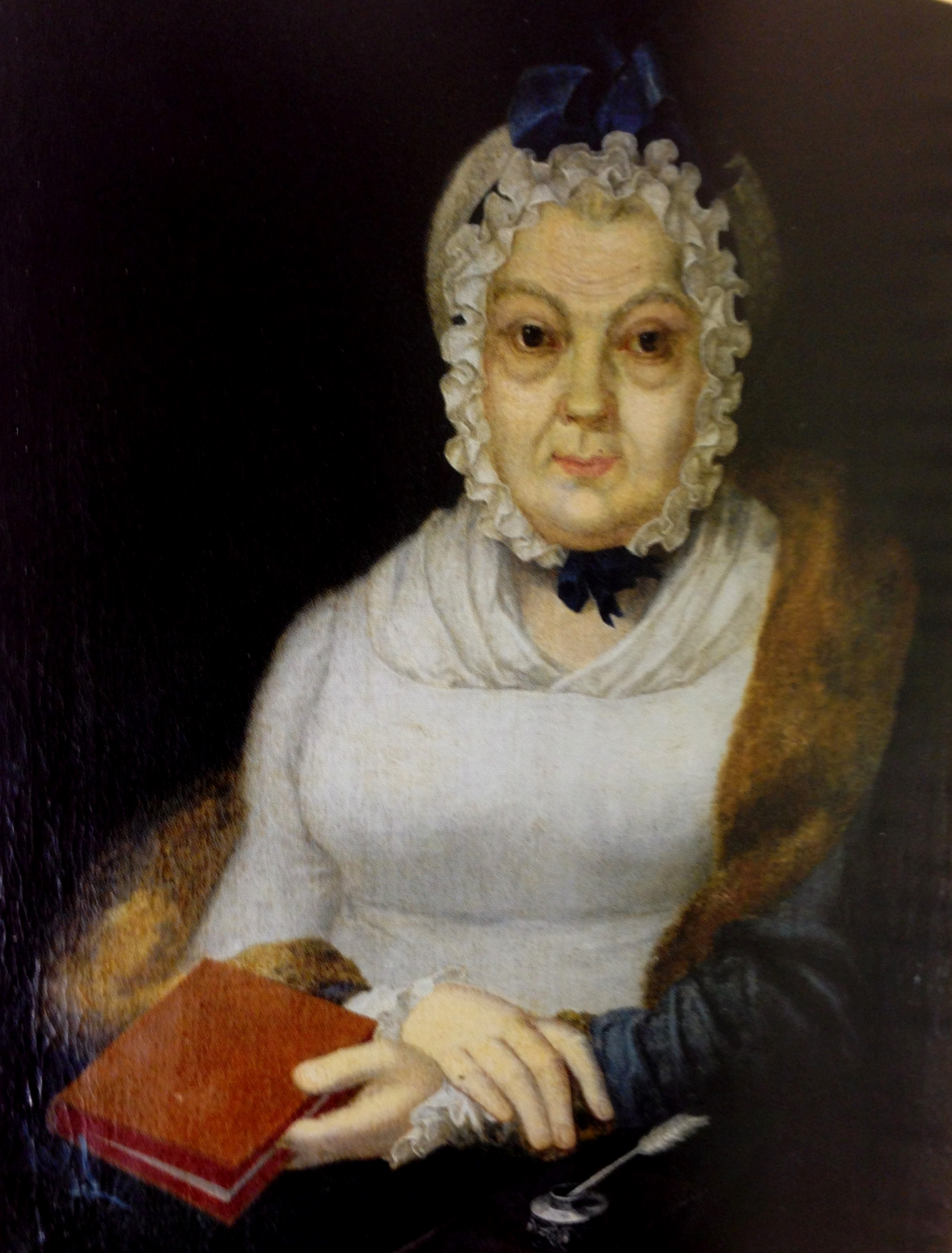
La marchesa di Alorna ritratta in tarda età

Al termine delle guerre napoleoniche, Leonor conduce una vita appartata presso la dimora della sua tenuta ereditata ad Alorna. Nonostante la fine dei conflitti e delle invasioni straniere nel paese, la stabilità politica del Portogallo viene minata dalla guerra d'indipendenza in Brasile, da cui tuttavia la marchesa di Alorna si estrania totalmente, visti i numerosi lutti in famiglia occorsi in battaglia; nel 1822 le muore anche l'unico figlio maschio, João Carlos Ulrico de Almeida e Oyenhausen, al servizio della Quarta cavalleria reale come Luogotenente-Colonnello. La morte di João Carlos lascia l'eredità dei titoli nobiliari alla figlia primigenita della marchesa, Leonor Benedita de Almeida e Oyenhausen, che diventa contessa di Oyenhausen-Groewenbourg e contessa di Assumar.
Leonor si riavvicina alla vita pubblica portoghese soltanto nel 1826, quando viene invitata come alta ciambellana dell'infanta Isabella Maria di Braganza, futura Reggente di Portogallo, alla riapertura delle Corti generali portoghesi. Nel 1828 prende parte alla cerimonia in cui la regina Maria II viene destituita dal trono del regno in favore dello zio, che diventa re con il nome di Michele del Portogallo. Nel 1834, quando Pietro IV vince la Guerra civile portoghese, riportando sul trono Maria II, Leonor è a capo del coro della messa di proclamazione della regina Maria nella Cattedrale di Lisbona. La marchesa partecipa inoltre ai funerali di Pietro IV nello stesso anno.
Nel 1833, Leonor viene nominata Dama dell'Ordine di Santa Isabella da Amelia di Leuchtenberg, duchessa di Braganza, e membro dell'Ordine della Croce stellata da Carolina Augusta di Baviera, imperatrice d'Austria. In qualità di importante membro dell'alta nobilità portoghese, la marchesa viene invitata ad assistere alle nozze tra la regina Maria II e Augusto di Beauharnais, ma è impossibilitata a presenziare per l'età avanzata. La coppia reale fa comunque visita a Leonor il giorno successivo. Nel 1836, Leonor si trasferisce definitivamente al Palazzo dei marchesi di Fronteira, dove passa gli ultimi anni della sua vita insieme alla figlia Leonor Benedita de Almeida, contessa di Assumar, e al nipote José Trasimundo Mascarenhas Barreto, settimo Marchese di Fronteira. Leonor de Almeida Portugal muore nel palazzo l'11 ottobre 1839, poco prima di compiere 89 anni. Viene sepolta nel cimitero dei Piaceri di Lisbona.

## Opere
- Poemas de Chelas; Lisbona, 1772.
- Elegia à Morte de S. A. R. o Principe do Brazil O sr. D. José; Lisbona, 1788.
- De Buonaparte e dos Bourbons; e da Necessidade de nos Unirmos aos nossos Legitimos Principes, para a Felicidade da França e da Europa; Londra, 1814[3].
- Obras poeticas; Lisbona, 1844
- Estudo Biographico- Critico, a Respeito da Litteratura Portugueza; Madrid, 1869.

## Discendenza

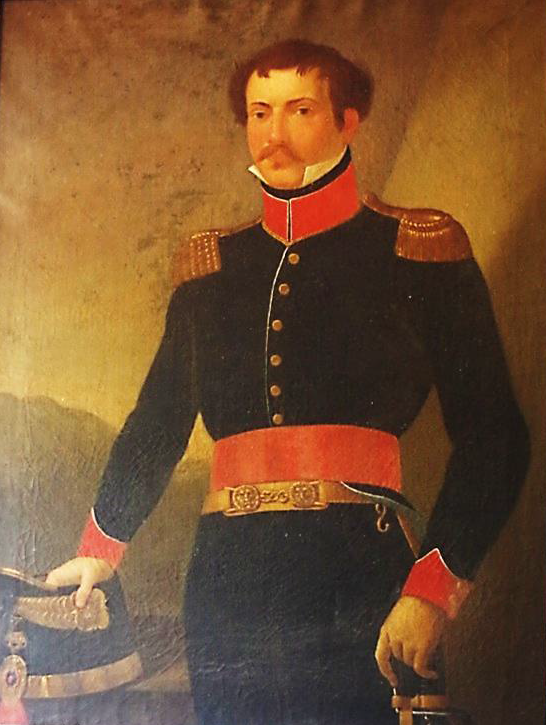
João Carlos Ulrico de Oyenhausen de Almeida (1822)

- Leonor Benedita de Oyenhausen de Almeida (Oporto, 30 novembre 1780 – Benfica, 30 ottobre 1850). Sposa il 10 novembre 1799 a Lapa João José Luís de Mascarenhas Barreto, conte della Torre, di Coculim e marchese di Fronteira.
- Maria Regina de Oyenhausen de Almeida (Vienna, morta a un anno)
- Frederica de Oyenhausen de Almeida (Vienna, 1782 – Pena, ottobre 1847)
- Juliana Maria Luisa Carolina de Oyenhausen de Almeida (Vienna, 1º settembre 1784 – Pietroburgo, 14 novembre 1864). Sposò il ciambellano della regina Maria I, José Maria de Aires (1755-1827), conte d'Ega. Il 12 luglio 1827 a Dresda, Juliana sposò in seconde nozze Grigorij Aleksandrovič Stroganov.
- Carlos Frederico Oyenhausen de Almeida (Avignone, 1785 – Lisbona, 1795)
- Henriqueta de Oyenhausen de Almeida (Marsiglia, 3 gennaio 1787 – Alcântara, 20 marzo 1860), è stata dama di camera della regina Maria II del Portogallo.
- Luísa de Oyenhausen de Almeida (Lisbona, 1789 – 1817). Sposa il 13 giugno 1812 ad Hampstead Heliodoro Jacinto Carneiro de Araújo, Fidalgo della Casa Reale, del Consiglio di Stato di Giovanni VI, laureato in medicina e chirurgia, nonché professore alla Scuola di Medicina di Lisbona
- João Carlos Ulrico de Oyenhausen de Almeida (Lisbona, 31 ottobre 1791 – Lapa, 14 agosto 1822). Tenente Colonnello del quarto Reggimento, servì i Dragoni di San Paolo e fu nominato Commendatore dell'Ordine supremo del Cristo.